# 八幡村 (愛知県東春日井郡)
八幡村（やわたむら）は、愛知県東春日井郡にかつてあった村である。
現在の春日井市の一部（春見町、東野町など）に該当する。
村名は、村内の八幡神社から名づけられた。

## 歴史
- 1889年（明治22年）10月1日 - 下原新田が八幡村に改称して発足。
- 1906年（明治39年）7月16日 - 下原村、小木田村、雛五村 [1]と合併し、篠木村発足。同日八幡村廃止。